# Религиозный фетишизм
Фетиши́зм (фр. fétichisme от порт. feitiço — амулет, волшебство) — религиозное поклонение (культ) неодушевлённым материальным предметам — фетишам, которым приписываются сверхъестественные свойства, получившее распространение у первобытных племён. По мнению некоторых учёных, религиозный фетишизм существует в современном мире в виде почитания мощей в христианстве и буддизме, и исламе — почитание Чёрного камня.

## История
Понятие фети́ш (фр. fétiche «талисман, амулет, идол» ← порт. feitiço амулет; волшебство ← лат. facticius искусственный, поддельный) было введено в европейские языки в XVIII веке голландским путешественником Виллемом Босманом, хотя оно было известно ещё с XV века, когда португальские моряки встретились с коренным населением Западной Африки.
Фетишем мог стать любой предмет, почему-либо поразивший воображение человека: камень необычной формы, кусок дерева, части тела (зубы, клыки, кусочки шкуры, высушенные лапки, кости и т. д.). Позднее появились изготовленные из камня, кости, дерева, металла фигурки. Нередко фетишем оказывался случайно выбранный предмет. И если его владельцу сопутствовала удача, значит, фетиш обладает магической силой. В противном случае его заменяли другим. У некоторых народов существовал обычай благодарить, а иногда и наказывать фетиши.
До наших дней дошло множество фетишей в форме амулетов-оберегов. Амулетом служит предмет, которому приписываются магические свойства отвращать от человека несчастья и приносить удачу. Амулет-оберег должен был оберегать своего владельца.

Фетишем иногда становилась часть чего-то большого: например, камень с почитаемой горы, кусочек священного дерева или изображение почитаемого животного: 
«Зевс, знаменитое верховное божество позднейшей греческой мифологии, почитался в городе Сикионе (Пелопоннес) в виде каменной пирамиды, а на Ликейской горе в Аркадии в виде колонны. Геру в городе Феспиях (Беотия) знали как обрубок древесного ствола, а на острове Самосе — в виде доски. Аполлон представлялся как пирамида или обелиск, а его мать Латона на Делосе — необделанное полено». 
Фетиш мог быть просто рисунком и даже татуировкой на теле.
Особая группа фетишей связана с распространённым у многих народов мира культом предков. Их изображения становятся фетишами, которым поклоняются. Иногда это идолы — человекоподобные фигурки из дерева, камня, глины, а иногда предка изображает специальный знак, как это было принято, например, в Китае.
Как отмечают доктор философских наук, профессор кафедры философии и социологии Санкт-Петербургского государственного морского технического университета А. Э. Назиров и кандидат философских наук, профессор кафедры подготовки аспирантов Центра образовательных программ Институт лингвистических исследований РАН О. В. Маслиева, в первобытном обществе фетишизация предметов природы проходит стадии аниматизма и анимизма, к чему возводят зачатки всех религий и духовной культуры в целом.